# Emil R. Müller
Emil Reinhardt Müller (* 25. Juli 1879 in Mühltroff im Vogtland; † 10. März 1950 in Magdeburg) war ein deutscher Steindrucker, Schriftsteller und Redakteur. Er publizierte auch unter dem Pseudonym Sonnen-Müller.

## Leben

### Herkunft
Der Vater war Strumpfwirkmeister und verdiente nicht viel, deshalb musste Emil Reinhard Müller schon bald mitarbeiten, um die Familie zu ernähren. In der Familie wurde über politische Artikel in Zeitschriften diskutiert, somit wurde in Müller schon frühzeitig das Interesse an der Politik geweckt. E. R. Müller erlernte den Beruf des Steindruckers, als Geselle nahm er eine Stelle in Halberstadt an. Dort fand er einen Freundeskreis der allem Neuen in Wissenschaft und Dichtung sehr aufgeschlossen war. 1898 trat er der SPD bei. 1905 schloss er sich der Arbeiterjugendbewegung in Halberstadt an.
Um ihn von anderen Sozialdemokraten gleichen Namens zu unterscheiden, nannte man E. R. Müller auch den „Sonnenmüller“, diese Namensgebung scheint aus einer seiner ersten Schriften „Sonnige Jugend“ zu resultieren.

### Wirken
1910 bekam er eine Anstellung in der Redaktion der Magdeburger „Volksstimme“. Dort arbeitete er 23 Jahre an Artikeln in der Kommunal- und Kulturpolitik. Vorwiegend setzte er sich für die Jugend ein. Sein Ziel war es durch Vorträge, Aufsätze, Spiele, Bücher und Gespräche der Jugend sozialistische Ideale zu vermitteln. Er schrieb mehrere Jugendspiele. Er engagierte sich für die Magdeburger Arbeiterjugend, ging mit Gruppen der Sozialistischen Arbeiter-Jugend (SAJ) auf Besichtigungstouren und in Museen, brachte ihnen Kunst und Literatur nahe, engagierte sich als Stadtverordneter im Kultur- und Jugendbereich.
1920 schrieb er das Buch „Das Weimar der arbeitenden Jugend“, es handelt vom ersten Reichsjugendtag der Arbeiterjugend vom 28. bis 30. August in Weimar, viele Freunde halfen bei der Herstellung dieses Buches. Zitat von Walter Rathenau über dieses Buch: „Es habe ihn wieder an Deutschlands Zukunft glauben gelehrt.“ Seinen pädagogischen Vorstellungen gab er in der Erzählung „Die Sternenträger - Lebenswanderung einer Jugend“ Ausdruck.
1933 untersagte man ihm jede Berufsausübung, alle seine Schriften wurden in die erste Liste des schädlichen und unerwünschten Schrifttums aufgenommen. Seinen Schwiegersohn Karl Raloff, der nach Dänemark emigrierte Chefredakteur des hannoverschen „Volkswillens“, versorgte er über Jahre mit Informationsmaterial, das dieser in seinem Kampf gegen das nationalsozialistische Regime verwendete. Trotz polizeilicher Überwachung hielt er Kontakt zu Mitgliedern verschiedener Widerstandsgruppen. Nach dem Hitler-Attentat vom 20. Juli 1944 wurde der 65-jährige Müller vier Wochen ins Konzentrationslager Sachsenhausen deportiert.
Nach dem Krieg war er sofort bereit, wenn auch gesundheitlich schwer angeschlagen, einen Neuanfang zu wagen, obwohl ihm das „Dritte Reich“ herb und bitter zugesetzt hatte. Fünf Jahre arbeitete er noch bei der Stadt Magdeburg, unter den schwierigen politischen Verhältnissen der sowjetischen Zone, zuletzt als Leiter der örtlichen Nachrichtenstelle.
Der Nachlass Müllers befindet sich im Stadtarchiv Magdeburg (REP 11 W).

## Werke
- Die Arbeiterjugend und ihre Welt.  Ein Buch, das alte und junge Arbeiter zusammenführen soll. 1913
- Das Weimar der arbeitenden Jugend: Niederschriften und Bilder vom ersten Reichsjugendtag der Arbeiterjugend vom 28. bis 30. August 1920 in Weimar.
- Der junge Arbeiter: ein Ratgeber für sozialistische Jugendarbeit.  1920
- Der Aufbruch: Ein Festspiel in 2 Teilen für die Arbeiterjugend Die Biene - Verlag, 1921 39 Seiten
- Spielmanns Schuld: Jugendspiel mit Liedern und Reigen Die Biene - Verlag für Arbeiterjugendliteratur, 1921 - 31 Seiten
- Blühende Erde Ein Spiel für frohe Menschen. 1922
- Bühnenkunst und Jugendspiel Müller, Emil R. - Berlin : Arbeiterjugendverlag, 1922
- Narrenglück Ein Spiel für die Jugend in zwei Teilen. 1. Aufl., 1. – 10. Tsd. - Berlin : Arbeiterjugend-Verl., 1923
- Weihenacht im Walde Ein Spiel für die Jugend. 5. Aufl. - Berlin: Arbeiterjugend-Verl., 1928
- Die Sternenträger - Lebenswanderung einer Jugend 5. Aufl. - Berlin : Arbeiterjugend-Verl., 1928
- Sonnige Jugend - Festgedanken und Feierstunden. 2. Aufl. - Berlin : Vorwärts, 1921
- Das Lichtlein im Walde - Weihnachtsspiel für die Jugend. Die Biene, Verl. für Arbeiterjugendliteratur, 1921
- Das rote Hochwasser: Respektlosigkeiten zum Magdeburger Parteitag der SPD 1929; Eingedr., z. Tl farb. Zeichn. / von Fritz Petters ; Rudolf Wewerka. Red.: E. R. Müller / Petters, Fritz